# Дуумвіри
Дуумвіри (Duumviri або Duoviri) — назва в Стародавньому Римі двох осіб, яким держава спільно доручала якусь справу, назва доручення додавалося до слова дуумвіри.
Вже у найдавніші часи були Duoviri perduellionis judicandae. Пізніше, в часи республіки, призначалися дуумвіри для передачі будівлі храму підприємцю (Duoviri aedi locandae) або для освячення храму (Duoviri aedi dedicandae).
З 311 року до н. е. стали обирати двох залежних від консулів начальників флоту (Duoviri navales). Звання Duoviri jure (стародавня форма давального відмінка замість juri) dicundo носили вищі адміністратори в римських колоніях і муніципалітетах (в останніх — частіше Quatuorviri). Вони головували в народних зборах і в засіданнях суду (декуріонів), виконували видані претором едикти і, з деякими обмеженнями, мали право відправлення кримінальної та цивільної юстиції.